# Jatropha spinosa
Jatropha spinosa är en törelväxtart som beskrevs av Vahl. Jatropha spinosa ingår i släktet Jatropha och familjen törelväxter. Inga underarter finns listade i Catalogue of Life.